# Gioacchino Limberti
Gioacchino Limberti (Prato, 15 luglio 1821 – Scandicci, 27 ottobre 1874) è stato un arcivescovo cattolico italiano, arcivescovo di Firenze dal 1857 al 1874.

## Biografia
Originario di Prato, era vicario generale nella sua città quando venne inaspettatamente designato come nuovo arcivescovo fiorentino nel concistoro pubblico del 1857, circa un anno dopo la morte del precedente arcivescovo Ferdinando Minucci.
Pio IX durante una solenne cerimonia nel Duomo di Firenze lo consacrò assieme ad altri nuovi vescovi toscani il 23 agosto di quell'anno.
Il suo arcivescovado, in piena epoca risorgimentale, fu tra i più difficili della storia fiorentina e molti storici concordano su come il Limberti non fosse forse all'altezza delle sue responsabilità. Nel 1860 Pio IX scriveva a Ferdinando IV di Lorena che:
()
Il Limberti infatti cercava di tenere, nella difficile situazione generale, un comportamento conciliante, che però scontentava tutti: il papa, il granduca e la massoneria.
Ci furono dei tumulti per esempio in occasione della processione del Corpus Domini del 6 giugno 1861, durante la quale il vescovo non dimostrò abbastanza polso da dominare la situazione. Un altro motivo di scontento nei suoi confronti da parte del papa fu la nomina come Vicario generale del canonico Amelio Bansi, autore di un opuscolo di poche pagine sulla libertà di coscienza, messo all'Indice, sebbene non con un atto ufficiale.
Quando Firenze fu capitale d'Italia (1865-1871) il Limberti si trovò improvvisamente in una posizione di primo piano, e a lui si rivolsero altri vescovi e semplici fedeli perché perorasse qualche loro causa presso il governo del Regno. Egli si dispose con animo a questa attività, oltre a quelle consuetudinarie del suo ruolo: compì una completa visita delle parrocchie e curò i suoi diocesani. Attaccato però dalla massoneria, combattuto da alcuni ecclesiastici scismatici, che avevano fondato una pseudo società caritativa per i preti, e chiamato in causa per difendere il pontefice "prigioniero" e gli interessi vaticani dopo la Breccia di Porta Pia, fu impreparato a una situazione così ardua e manifestò in un certo senso la sua debolezza.
I movimenti cattolici ebbero inizio durante il suo episcopato, ma fu solo con l'arcivescovo Alfonso Maria Mistrangelo che essi ebbero una sede stabile a Firenze. Partecipò anche al Concilio Vaticano I.
Si spense il 27 ottobre 1874 in una villa a Scandicci ed essendo, sin dal 1857, capo di guardia della Venerabile Arciconfraternita della Misericordia di Firenze fu sepolto nel suo cimitero monumentale, il Camposanto di Pinti.

## Genealogia episcopale
La genealogia episcopale è:
- Cardinale Scipione Rebiba
- Cardinale Giulio Antonio Santori
- Cardinale Girolamo Bernerio, O.P.
- Arcivescovo Galeazzo Sanvitale
- Cardinale Ludovico Ludovisi
- Cardinale Luigi Caetani
- Cardinale Ulderico Carpegna
- Cardinale Paluzzo Paluzzi Altieri Degli Albertoni
- Papa Benedetto XIII
- Papa Benedetto XIV
- Cardinale Enrico Enriquez
- Arcivescovo Manuel Quintano Bonifaz
- Cardinale Buenaventura Córdoba Espinosa de la Cerda
- Cardinale Giuseppe Maria Doria Pamphilj
- Papa Pio VIII
- Papa Pio IX
- Arcivescovo Gioacchino Limberti